# 大津市立葛川小学校・中学校
大津市立葛川小中学校（おおつしりつ かつらがわしょうちゅうがっこう）は、滋賀県大津市にある公立小学校・中学校。大津市で唯一の小中一貫校である。
また、平成30年度（2018年度）から大津市初の小規模特認校として認められた。これにより、学区は従来の地区を含む大津市内全域になった。

## 沿革

### 大津市立葛川中学校
- 1947年4月21日 - 葛川村立葛川中学校として開校（葛川小学校に併設）。
- 1967年4月1日 - 市町村合併により大津市立堅田中学校葛川分校と改称。
- 1975年
  - 3月19日 - 堅田中学校として最後の卒業式を行う。
  - 5月31日 - 新校舎の竣工式を行う。この日を創立記念日とする。
- 1977年4月4日 - 通学バス開通式。
- 1983年6月6日 - 1年の「山里新聞」環境庁長官賞受賞。
- 1987年3月23日 - 生徒会ボランティア活動（国道への立札設置等）により県教育長賞受賞。
- 1989年4月8日 - 山村留学制度を導入。
- 1994年1月19日 - 葛川小学校竣工式。
- 1997年9月1日 - 「野鳥愛護校」の指定を受ける（～2020年3月31日まで）。
- 2000年2月24日 - 学校環境衛生努力校受賞。
- 2001年10月25日 - 滋賀県学校歯科保健優良校奨励賞受賞。
- 2006年8月18日 - 第36回全国中学校バドミントン大会男子ダブルスに出場する。
- 2007年8月20日 - 第37回全国中学校バドミントン大会男子ダブルスに出場する。
- 2013年5月26日 - 平成24年度全日本学校関係緑化コンクール学校林等活動の部にて準特選を受賞。
- 2014年11月14日 - 近畿へき地少人数教育研究大会　第1分科会会場となる。
- 2015年3月17日 - 大津市学校環境衛生優良校受賞。

（大津市立葛川中学校旧Wenサイト「学校概要（沿革）」より）

## 学区
- 大津市
  - 葛川坂下町、葛川木戸口町、葛川中村町、葛川坊村町、葛川町居町、葛川梅ノ木町、葛川貫井町、葛川細川町[4]

- 上記以外に、大津市内全域及び西隣の京都市左京区の一部地域からの通学も認められている[3]。